# Ailleurs et Demain
Ailleurs et Demain est une collection française de science-fiction grand format publiée aux éditions Robert Laffont. Elle est dirigée depuis sa création en 1969 par Gérard Klein. La collection n'est pas numérotée, et inclut, en marge de la collection principale, trois séries : « Classiques », « Essais » et « L'écart », cette dernière n'incluant qu'un seul volume.
Jusque dans les années 1990, cette collection était reconnaissable à ses couvertures grise argent ou cuivrées, irisées de motifs abstraits. Jusqu'en 2008, elles ont été remplacées par des couvertures de type photo ou dessin. Depuis 2009, il semble que l'éditeur soit revenu à une utilisation de couvertures gris argenté, à l'exception des séries en cours de publication.
La collection a été arrêtée en novembre 2014 après la publication de l'ouvrage Les Mentats de Dune, roman faisant partie de la série Dune. C'est avec un autre roman de cette série que la collection renaît en octobre 2020, Dune y étant publiée avec une traduction revue et corrigée.

## Liste des titres
Cette liste ne comprend que les premières éditions dans la collection, sauf en cas de révision de traduction.

### Années 1960

#### 1969
- Le Vagabond par Fritz Leiber

### Années 1970
| Sommaire : | - Haut - 1970 - 1971 - 1972 - 1973 - 1974 - 1975 - 1976 - 1977 - 1978 - 1979 |

#### 1970
- En terre étrangère par Robert A. Heinlein (« Classiques »)
- Ose par Philip José Farmer
- Un monde d'azur par Jack Vance
- Le Long Labeur du temps par John Brunner
- Dune par Frank Herbert
- Ubik par Philip K. Dick (« Classiques »)
- Œuvres par Stefan Wul (« Classiques »)
- Les Seigneurs de la guerre par Gérard Klein

#### 1971
- Question de poids par Hal Clement
- Et la planète sauta... par B. R. Bruss (« Classiques »)
- La Main gauche de la nuit par Ursula K. Le Guin
- Nova par Samuel R. Delany
- Futurs sans avenir par Jacques Sternberg
- Limbo par Bernard Wolfe (« Classiques »)
- Jack Barron et l'Éternité par Norman Spinrad
- L'Œil du purgatoire suivi de L'Expérience du docteur Mops par Jacques Spitz (« Classiques »)

#### 1972
- Les Montagnes du soleil par Christian Léourier
- La Chute dans le néant par Marc Wersinger (« Classiques »)
- Le Messie de Dune par Frank Herbert
- L'Anneau de Ritornel par Charles L. Harness
- Tous à Zanzibar par John Brunner
- L'Invincible par Stanislas Lem
- Au bout du labyrinthe par Philip K. Dick

#### 1973
- La Dimension des miracles par Robert Sheckley
- La Loi du talion par Gérard Klein
- Sur l'autre face du monde et autres romans scientifiques de "Sciences et Voyages" par Gérard Klein et Jacques Van Herp (anthologistes) (« Classiques »)
- Le Temps incertain par Michel Jeury
- Zone zéro par Herbert W. Franke
- L'Étoile et le Fouet par Frank Herbert
- Tunnel par André Ruellan
- L'Année du soleil calme par Wilson Tucker
- Les Faiseurs d'univers par Donald A. Wollheim (« Essais »)

#### 1974
- Les Monades urbaines par Robert Silverberg (« Classiques »)
- Autobiographie d'une machine ktistèque par R. A. Lafferty
- L'Homme à rebours par Philippe Curval
- Matières grises par William Hjortsberg
- Les Dents de Chronos par Vladimir Colin
- Les Singes du temps par Michel Jeury
- Le Sceptre du hasard par Gilles d’Argyre (« Classiques »)
- La Vérité avant-dernière par Philip K. Dick

#### 1975
- Dune suivi de Le Messie de Dune par Frank Herbert
- Le Troupeau aveugle par John Brunner
- L'Oreille interne par Robert Silverberg
- Rendez-vous avec Rama par Arthur C. Clarke
- Ortog par Kurt Steiner (« Classiques »)
- Utopies 75 par Michel Jeury (responsable de l’anthologie)
- Tellur par Pierre-Jean Brouillaud
- Les Dépossédés par Ursula K. Le Guin
- La Cinquième Tête de Cerbère par Gene Wolfe

#### 1976
- Les Prédateurs enjolivés par Pierre Christin
- L'Œil dans le ciel par Philip K. Dick (« Classiques »)
- Cette chère humanité par Philippe Curval
- Les Clowns de l'Éden par Alfred Bester
- Soleil chaud poisson des profondeurs par Michel Jeury
- Surface de la planète par Daniel Drode (« Classiques »)

#### 1977
- Sur l'onde de choc par John Brunner
- L'Autre Moitié de l'homme par Joanna Russ
- L'Homme stochastique par Robert Silverberg (« Classiques »)
- Les Années métalliques par Michel Demuth
- L’Étoile de ceux qui ne sont pas nés par Franz Werfel (« Classiques »)
- Transit par Pierre Pelot
- Génocides par Thomas M. Disch (« Classiques »)

#### 1978
- À l'ouest du temps par John Brunner
- Camp de concentration par Thomas M. Disch (« Classiques »)
- Crise par Lester del Rey
- Les Enfants de Dune par Frank Herbert
- La Maison du cygne par Yves et Ada Rémy
- Les Déportés du Cambrien par Robert Silverberg

#### 1979
- Le nom du monde est forêt par Ursula K. Le Guin
- Le Fleuve de l'éternité par Philip José Farmer (« Classiques »)
- Le Territoire humain par Michel Jeury
- Le Serpent du rêve par Vonda McIntyre
- Les Brontosaures mécaniques par Michael G. Coney
- La Planète inquiète par Christian Léourier
- Tous ces pas vers le jaune par Christian-Yves Lhostis (« L’Écart »)
- Dosadi par Frank Herbert
- L’Effet science-fiction par Igor Bogdanoff et Grichka Bogdanoff (« Essais »)

### Années 1980
| Sommaire : | - Haut - 1980 - 1981 - 1982 - 1983 - 1984 - 1985 - 1986 - 1987 - 1988 - 1989 |

#### 1980
- La Terre demeure par George R. Stewart (« Classiques »)
- Les Yeux géants par Michel Jeury
- Le Robot qui me ressemblait par Robert Sheckley
- Le Noir Dessein par Philip José Farmer
- La Grande Guerre des Bleus et des Roses par Norman Spinrad
- Le Château de Lord Valentin par Robert Silverberg

#### 1981
- Glissement de temps sur Mars par Philip K. Dick (« Classiques »)
- L'Hippocampe par Lorris Murail
- Destination vide par Frank Herbert
- L'Animal découronné par John Crowley
- Les Miroirs de l'esprit par Norman Spinrad
- Shadrak dans la fournaise par Robert Silverberg
- L'Incident Jésus par Frank Herbert et Bill Ransom

#### 1982
- Le Labyrinthe magique par Philip José Farmer
- Les Croque-morts par David J. Skal
- Un vampire ordinaire par Suzy McKee Charnas
- L'Empereur-Dieu de Dune par Frank Herbert
- Passé la barrière du temps par Damon Knight (« Classiques »)
- Le Livre des révélations par Rob Swigart
- L'Orbe et la Roue par Michel Jeury

#### 1983
- Chroniques de Majipoor par Robert Silverberg
- Radix par Alfred Angelo Attanasio
- Nuage par Emmanuel Jouanne
- L'Île du docteur Mort et autres histoires par Gene Wolfe
- 2001 : L'Odyssée de l'espace par Arthur C. Clarke (« Classiques »)
- En souvenir du futur par Philippe Curval
- Dramoclès par Robert Sheckley
- La Mort blanche par Frank Herbert

#### 1984
- L'Œuf du Dragon par Robert L. Forward
- Mensonges et Cie par Philip K. Dick
- Le Printemps d'Helliconia par Brian W. Aldiss
- La Toile entre les mondes par Charles Sheffield
- Le Rayon zen par Barrington J. Bayley
- L'Effet Lazare par Frank Herbert et Bill Ransom
- Histoire de la science-fiction moderne par Jacques Sadoul (« Essais »)
- Les Dieux du fleuve par Philip José Farmer

#### 1985
- Valentin de Majipoor par Robert Silverberg
- Coulez mes larmes, dit le policier par Philip K. Dick (« Classiques »)
- Le Creuset du temps par John Brunner
- Les Chroniques de McAndrew par Charles Sheffield
- Les Hérétiques de Dune par Frank Herbert
- Le Jeu du monde par Michel Jeury
- La Locomotive à vapeur céleste par Michael G. Coney

#### 1986
- Le Vol de la Libellule par Robert L. Forward
- Helliconia, l'été par Brian W. Aldiss
- Tom O'Bedlam par Robert Silverberg
- Oracle par Kevin O'Donnell, Jr.
- La Maison des mères par Frank Herbert
- Les Dieux du grand loin par Michael G. Coney
- Le Don par Christopher Priest

#### 1987
- Survol par Keith Roberts
- La Grande Course de chars à voiles par Michael G. Coney
- Les Yeux électriques par Lucius Shepard
- Au cœur de la comète par Gregory Benford et David Brin
- L'Homme de deux mondes par Brian Herbert et Frank Herbert
- L'Arc du rêve par Alfred Angelo Attanasio
- L'Étoile des Gitans par Robert Silverberg

#### 1988
- L'Hiver d'Helliconia par Brian W. Aldiss
- En chair étrangère par Gregory Benford
- Vénus des rêves par Pamela Sargent
- La Vie en temps de guerre par Lucius Shepard
- Le Facteur ascension par Frank Herbert et Bill Ransom
- Mémoire par Mike McQuay
- La Terre est un berceau par Arthur C. Clarke et Gentry Lee

#### 1989
- La Grande Rivière du ciel par Gregory Benford
- À la fin de l'hiver par Robert Silverberg
- Rock Machine par Norman Spinrad
- Éon par Greg Bear
- Éternité par Greg Bear
- Desolation Road par Ian McDonald
- Le Rivage des femmes par Pamela Sargent
- Le Gnome par Michael G. Coney

### Années 1990
| Sommaire : | - Haut - 1990 - 1991 - 1992 - 1993 - 1994 - 1995 - 1996 - 1997 - 1998 - 1999 |

#### 1990
- Jusqu'aux portes de la vie par Robert Silverberg
- L'Enfant de la fortune par Norman Spinrad
- Marées de lumière par Gregory Benford
- La Reine du printemps par Robert Silverberg
- Le Roi de l'île au sceptre par Michael G. Coney
- État de rêve par Ian McDonald

#### 1991
- Terremer par Ursula K. Le Guin (« Classiques »)
- La Face des eaux par Robert Silverberg
- Tehanu par Ursula K. Le Guin
- Vénus des ombres par Pamela Sargent
- La Jungle hormone par Robert Reed
- Hypérion par Dan Simmons

#### 1992
- L'Usage des armes par Iain M. Banks
- Le Lait de la chimère par Robert Reed
- La Chute d'Hypérion par Dan Simmons
- L'Homme des jeux par Iain M. Banks
- Le ciel est mort par John Campbell (« Classiques »)

#### 1993
- Xénocide par Orson Scott Card
- Les Royaumes du mur par Robert Silverberg
- Une forme de guerre par Iain M. Banks
- La Reine des anges par Greg Bear

#### 1994
- La Voie terrestre par Robert Reed
- Le Frère des dragons par Charles Sheffield
- Le Problème de Turing par Harry Harrison et Marvin Minsky
- Un feu sur l'abîme par Vernor Vinge

#### 1995
- Ciel brûlant de minuit par Robert Silverberg
- L'Envol de Mars par Greg Bear
- Les Montagnes de Majipoor par Robert Silverberg
- Le Voile de l'espace par Robert Reed

#### 1996
- Le Samouraï virtuel par Neal Stephenson
- La Cité des permutants par Greg Egan
- Endymion par Dan Simmons
- Les Profondeurs furieuses par Gregory Benford

#### 1997
- La Machine à différences par William Gibson et Bruce Sterling
- Héritage par Greg Bear
- L'Énigme de l'univers par Greg Egan

#### 1998
- La Mère des tempêtes par John Barnes
- Excession par Iain M. Banks
- Les Sorciers de Majipoor par Robert Silverberg
- L'Éveil d'Endymion par Dan Simmons

#### 1999
- Les Vaisseaux du temps par Stephen Baxter
- Oblique par Greg Bear
- Rupture dans le réel, 1.Émergence par Peter F. Hamilton
- Béantes portes du ciel par Robert Reed

### Années 2000
| Sommaire : | - Haut - 2000 - 2001 - 2002 - 2003 - 2004 - 2005 - 2006 - 2007 - 2008 - 2009 |

#### 2000
- Rupture dans le réel, 2.Expansion par Peter F. Hamilton
- La Maison des Atréides (Avant Dune, 1) par Brian Herbert et Kevin J. Anderson
- Prestimion le Coronal par Robert Silverberg
- Le Dit d'Aka suivi de Le nom du monde est forêt par Ursula K. Le Guin
- L'Alchimiste du neutronium, 1.Consolidation par Peter F. Hamilton

#### 2001
- La Maison Harkonnen (Avant Dune, 2) par Brian Herbert et Kevin J. Anderson
- Au tréfonds du ciel par Vernor Vinge
- L'Échelle de Darwin par Greg Bear
- L'Alchimiste du neutronium, 2.Conflit par Peter F. Hamilton
- Téranésie par Greg Egan

#### 2002
- La Maison Corrino (Avant Dune, 3) par Brian Herbert et Kevin J. Anderson
- Le Roi des rêves par Robert Silverberg
- Le Dieu nu, 1.Résistance par Peter F. Hamilton
- Le Sens du vent par Iain M. Banks
- Le Dieu nu, 2.Révélation par Peter F. Hamilton

#### 2003
- Le Long Chemin du retour par Robert Silverberg
- La Guerre des machines (Dune, la genèse, 1) par Brian Herbert et Kevin J. Anderson
- Contes de Terremer par Ursula K. Le Guin
- Les Enfants de Darwin par Greg Bear
- Les Âmes dans la Grande Machine, 1.Le Calculeur par Sean McMullen

#### 2004
- Les Âmes dans la Grande Machine, 2.Les Stratèges par Sean McMullen
- Langues étrangères par Paul Di Filippo
- Le Jihad butlérien (Dune, la genèse, 2) par Brian Herbert et Kevin J. Anderson
- Ilium par Dan Simmons
- Roma Æterna par Robert Silverberg
- Le Bureau des atrocités par Charles Stross

#### 2005
- Forteresse par Georges Panchard
- Le Codex du Sinaï (Le Quatuor de Jérusalem, 1) par Edward Whittemore
- La Bataille de Corrin (Dune, la genèse, 3) par Brian Herbert et Kevin J. Anderson
- Le Vent d'ailleurs par Ursula K. Le Guin
- Les Diables blancs par Paul J. McAuley
- Jérusalem au poker (Le Quatuor de Jérusalem, 2) par Edward Whittemore

#### 2006
- L'Anniversaire du monde par Ursula K. Le Guin
- Une affaire de famille (Les Princes marchands, 1) par Charles Stross
- Olympos par Dan Simmons
- Un secret de famille (Les Princes marchands, 2) par Charles Stross
- La Route de Dune par Brian Herbert et Kevin J. Anderson

#### 2007
- Ombres sur le Nil (Le Quatuor de Jérusalem, 3) par Edward Whittemore
- Glyphes par Paul J. McAuley
- Rainbows End par Vernor Vinge
- Les Chasseurs de Dune (Après Dune, 1) par Brian Herbert et Kevin J. Anderson
- Mémoire vive, mémoire morte par Gérard Klein
- Famille et Cie (Les Princes marchands, 3) par Charles Stross

#### 2008
- Les Murailles de Jéricho (Le Quatuor de Jérusalem, 4) par Edward Whittemore
- Lothar Blues par Philippe Curval
- Une invasion martienne par Paul J. McAuley
- Le Triomphe de Dune (Après Dune, 2) par Brian Herbert et Kevin J. Anderson
- Elyseum par L. E. Modesitt, Jr.
- Eifelheim par Michael F. Flynn

#### 2009
- Trames par Iain M. Banks
- Cowboy Angels par Paul J. McAuley
- Paul le prophète (Légendes de Dune, 1) par Brian Herbert et Kevin J. Anderson
- Rollback par Robert J. Sawyer
- Nuigrave par Lorris Murail

### Années 2010
| Sommaire : | - Haut - 2010 - 2011 - 2012 - 2013 - 2014 |

#### 2010
- Éveil (Singularité, tome 1) par Robert J. Sawyer
- Le Souffle de Dune (Légendes de Dune, 2) par Brian Herbert et Kevin J. Anderson
- Veille (Singularité, tome 2) par Robert J. Sawyer
- May le monde par Michel Jeury

#### 2011
- Merveille (Singularité, tome 3) par Robert J. Sawyer
- La Mémoire double par Igor et Grichka Bogdanoff
- La Guerre des familles (Les Princes marchands, 4) par Charles Stross
- Les Enfers virtuels - 1 par Iain M. Banks
- Les Enfers virtuels - 2 par Iain M. Banks

#### 2012
- Heptagone par Georges Panchard
- Flashback par Dan Simmons
- Les Enfants du ciel par Vernor Vinge

#### 2013
- Protéger (I, Robot, 1) par Mickey Zucker Reichert (en)
- La Communauté des sœurs (Dune, les origines, 1) par Brian Herbert et Kevin J. Anderson
- La Sonate Hydrogène par Iain M. Banks

#### 2014
- Obéir (I, Robot, 2) par Mickey Zucker Reichert (en)
- High-Opp par Frank Herbert
- Les Mentats de Dune (Dune, les origines, 2) par Brian Herbert et Kevin J. Anderson

### Années 2020
| Sommaire : | - Haut - 2020 - 2021 - 2022 - 2023 - 2024 - 2025 |

#### 2020
- Dune, (traduction revue et corrigée) par Frank Herbert

#### 2021
- Le Messie de Dune, (traduction revue et corrigée) par Frank Herbert
- Les Enfants de Dune (traduction revue et corrigée) par Frank Herbert
- Le Duc (Chroniques de Caladan, 1) par Brian Herbert et Frank Herbert
- L'Empereur-Dieu de Dune (traduction revue et corrigée) par Frank Herbert
- Les Hérétiques de Dune (traduction revue et corrigée) par Frank Herbert
- La Maison des mères (traduction revue et corrigée) par Frank Herbert
- La Main gauche de la nuit (traduction révisée) par Ursula K. Le Guin
- 2001 : L'Odyssée de l'espace (nouvelle traduction) par Arthur C. Clarke

#### 2022
- Les Dépossédés (traduction révisée) par Ursula K. Le Guin
- La Dame (Chroniques de Caladan, 2) par Brian Herbert et Frank Herbert
- Le Nez-Boussole d'Ulfänt Banderõz par Dan Simmons
- Un feu sur l'abîme (traduction révisée) par Vernor Vinge

#### 2023
- Après nous les oiseaux par Rakel Haslund (da)
- L'Héritier (Chroniques de Caladan, 3) par Brian Herbert et Frank Herbert

#### 2024
- Le Dit d'Aka suivi de Le nom du monde est forêt (traduction révisée) par Ursula K. Le Guin
- Princesse de Dune (Légendes de Dune, 3) par Brian Herbert et Frank Herbert
- Termush, côte Atlantique par Sven Holm (en)
- Du nouveau monde - 1 par Yūsuke Kishi
- Les Champs de la Lune par Catherine Dufour
- Les Essaims par Chloé Chevalier

#### 2025
- La Mort de l'auteur par Nnedi Okorafor
- Du nouveau monde - 2 par Yūsuke Kishi
- Soma par Floriane Soulas
- La Chute des anges par Frank Herbert
- Le Nouvel Équilibre par Amélie Géal
- Le Cœur du monde par Viggo Bjerring

## Annexe